# Erianthus malcolmi
Erianthus malcolmi är en insektsart som beskrevs av Bolívar, I. 1903. Erianthus malcolmi ingår i släktet Erianthus och familjen Chorotypidae. Inga underarter finns listade i Catalogue of Life.